# Piasecki Helicopter Corporation
O Piasecki Helicopter Corporation foi uma empresa dedicada ao projeto e produção de helicópteros  localizado em Filadélfia na Pensilvânia, fundada pelo engenheiro Frank Piasecki em 1940. A empresa foi rebatizada Vertol Aircraft Corporation em meados da década de 1950 e adquirida pela Boeing em 1960 e posteriormente renomeada Boeing Vertol.

## Produtos
| Modelo                    | Primeiro voo                    | Imagem |
| ------------------------- | ------------------------------- | ------ |
| Piasecki PV-2             | 11 de abril de 1943 (81 anos)   |        |
| Piasecki HRP Rescuer      | 1945 (80 anos)                  |        |
| Piasecki H-16 Transporter | 23 de outubro de 1943 (81 anos) |        |
| Piasecki HUP Retriever    | março de 1948 (77 anos)         |        |
| Piasecki H-21             | 1952 (73 anos)                  |        |
| Vertol VZ-2               | 13 de agosto de 1957 (67 anos)  |        |